# 슈어소프트테크
슈어소프트테크 주식회사(영어: SureSoftTech)는 경기도 성남시에 본사를 둔 SW 안전 기업이다.

## 역사 및 현황
전자통신연구원(ETRI) 선임연구원 출신인 배현섭 대표가 2002년에 창업하였다.